# 11:Metre
11:Metre (egentligen 11:Metre One Design) är en fyramanssportbåt konstruerad av Ron Holland. Mer info på engelska.